# Neoseiulus luppovae
Neoseiulus luppovae är en spindeldjursart som först beskrevs av Wainstein 1962.  Neoseiulus luppovae ingår i släktet Neoseiulus och familjen Phytoseiidae. Inga underarter finns listade i Catalogue of Life.